# Wahl zur Gesetzgebenden Versammlung der Goldküste 1956
Die Wahlen zur Gesetzgebenden Versammlung der Goldküste 1956 wurden am 17. Juli abgehalten. Die Zahl der Wähler wird in Schätzungen mit ca. 1.390.000 angegeben. Insgesamt wurden bei diesen Wahlen 104 Sitze vergeben. Sieger der Wahl wurde die Convention People’s Party des späteren Premierministers Kwame Nkrumah.
| Parteien und Koalitionen                     | Stimmen | % | Sitze |
| -------------------------------------------- | ------- | - | ----- |
| Convention People’s Party                    |         |   | 71    |
| Northern Peoples’ Party                      |         |   | 15    |
| National Liberation Movement                 |         |   | 12    |
| Togoland Congress                            |         |   | 2     |
| Muslim Association Party                     |         |   | 1     |
| Federation of Youth                          |         |   | 1     |
| Unabhängige                                  |         |   | 2     |
| Total                                        |         |   | 104   |
| Quelle: Gesetzgebenden Versammlung von Ghana |         |   |       |